# Schoeërmolen
De Schoeërmolen was een watermolen in Mamelis in de Nederlands Zuid-Limburgse gemeente Vaals. In de 19e eeuw lagen hier twee bovenslagwatermolens tegenover elkaar op een aftakking van de Selzerbeek: de Oude Molen en de "Schoeërmolen". Water voor de molen werd 90 meter stroomopwaarts afgetapt.

## Geschiedenis
In Mamelis stond in de middeleeuwen al een graanmolen. In de zeventiende eeuw stond hier ook een kopermolen (vermeld vanaf 1622, maar waarschijnlijk ouder).
In 1803 kocht J.R. Trostorff uit Vaals de oude graanmolen. Hij bouwde er een nieuwe molen bij die werd gebruikt voor het slijpen en polijsten van naalden. De graanmolen verkocht hij aan de pachter, Matthijs Deutz. In 1844 werd er toestemming gevraagd om de slijpmolen om te bouwen tot graanmolen, en na toestemming werd het slijpen in 1847 gestopt. 
In 1948 werd het molencomplex verbouwd tot magazijn en kreeg als inrichting een hamermolen en mengerij voor veevoer. De molentak werd gedempt.
In 1982 werd het bedrijf opgeheven en werd het pand tot woningen verbouwd.